# Bagad Nominoë Bro Redon
 (avril 2012).
Améliorez-le ou discutez des points à vérifier. 
Le Bagad Nominoë Bro Redon est un bagad, ensemble de musique bretonne du pays de Redon. Il évolue en quatrième catégorie depuis 2010.

## Histoire

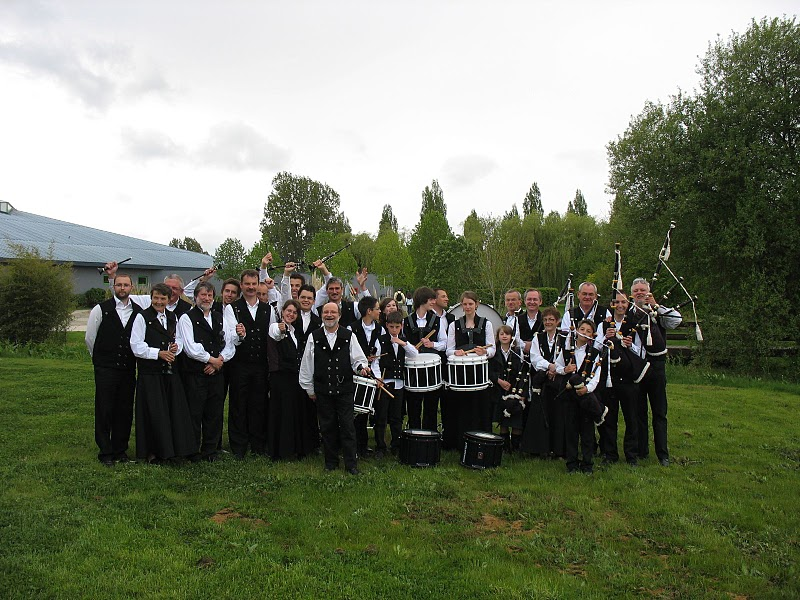
Le bagad lors du concours de Dol-de-Bretagne 2010.

Au départ, formation exclusivement féminine créé en 1956 à l'initiative de Joseph de SONIS.
En 2009, le bagad compte 53 sonneurs, dont 28 jouant dans l'ensemble de concours, effectue une vingtaine de représentations, et se dote d'un bagadig.
En 2010, le bagad accède à la quatrième catégorie après avoir fini second au concours des bagadoù de 5e catégorie de Carhaix.

## Caractéristiques

### Les ensembles musicaux du bagad

#### Le Bagadig
Le bagadig Nominoe est un orchestre d'apprentissage qui a été créé en 2009. Il a fallu 3 ans de formation pour qu’il puisse participer à son premier concours « open » le 1er mai 2012 à la fête de la fédération des bagadou d’Ille-et-Vilaine à Dol-de-Bretagne. Aujourd’hui il se compose de plus de 20 sonneurs. Tous les pupitres sont
représentés ; bombardes, cornemuses et batteries (caisses claires et percussions).

#### Ed'Redon Quatuor
Le quatuor est créé en 2010 et est composé de quatre sonneurs du pupitre cornemuse du bagad. Il participe à son premier concours en décembre de la même année à Quimper pour la Journée de la cornemuse qui se déroule au théâtre Max-Jacob. Il terminera second en catégorie B.

### Le Répertoire
Suite de Carhaix 2007:
- Marche: Sur les bords de la mer
- Suite de ronds de Saint-Vincent
- Marche (imposée): Marche du Pays de Retz

Suite de Carhaix 2008:
- Marche: Cheleuet alon cheleuet
- Suite (imposée) de Passpieds de Plaintel
- Suite d'Hanter dro

Suite de Carhaix 2009:
- Marche: Ar Blaouer
- Suite de Kas ha Barh

Suite de Carhaix 2010:
- Marche du Pays de Redon : Par un Beau Soir
- Mélodie d'Allaire
- Marche (imposée): Marche Vannetaise
- Suite de ronds de Loudéac

Suite de Pontivy et Lorient:2011
- Marche
- Suite de ronds de Loudéac
- Marche (imposée): Le Grand Vallet

### Le costume
À partir de 1956 le costume est composé d'un kabig blanc, d'une jupe noire et d'un béret noir avec des pompons blancs et noirs.

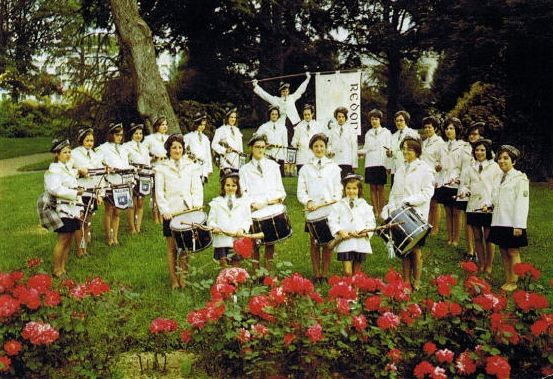
Le premier costume

Puis en 1974, le bagad s'offre une nouvelle présentation avec un gilet à carreaux et une jupe noire seulement pour l'été.

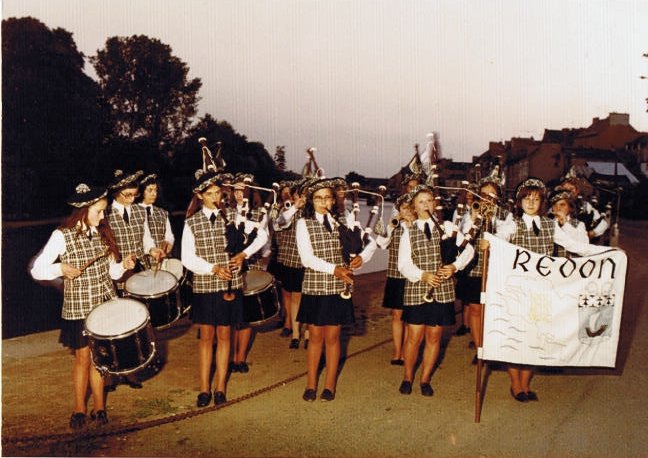
Le costume d'été

Puis en 1994, le groupe devient mixte et le costume choisi est un gilet noir provenant de la commune de Saint-Vincent-sur-Oust.

### Partenariat
Le bagad joue aussi avec l'association de danse bretonne Korollerien Ar Vro située à Bains-sur-Oust.

## Résultats auchampionnat national des bagadoù
- 2007 : avant-dernier de sa poule en 5e catégorie
- 2008 : cinquième en 5e catégorie, première finale du bagad
- 2009 : quatrième de sa poule en 5e catégorie
- 2010 : deuxième en 5e catégorie, accède à la 4e catégorie[7].
- 2011 : sixième (concours printemps) et troisième (concours été) en 4e catégorie B[8],[9].
- 2012 : dixième (concours printemps) et second (concours été) en 4ecatégorie B[10],[11].

## Discographie
- 1963 : Folklore Breton (45 tours) (Festival)

1. Les ronde
2. La complainte
3. Merlin devin Merlin barde
4. Air du roti
5. Drouk kinning nemeunoiou
6. Stourm ann tregont
7. An dro

- Bagad Nominoë de Redon (45 tours) (Télé Cala)

1. Evit mon d'an Iliz (Arzhon)
2. Lescouet (Chant de Noces)
3. Bale mesker
4. Laridé de Josselin et Questembert
5. An Durzhunel (La Tournelle)
6. Pour aller à l'Eglise (Meslan)

- C'est toute la Bretagne (double 33 tours) (Festival)